# Имашевское месторождение
Имашевское газоконденсатное месторождение (каз. Имашев газ-конденсат кен орны) располагается на границе Казахстана (в Атырауской области) и России (Астраханская область), в 5 км от села Жыланды Курмангазинского района.

## Характеристика месторождения
Имашевское месторождение приурочено к комплексу подсолевых отложений Прикаспийской нефтегазовой провинции. В тектоническом плане представляет собой брахиантиклинальную складку, связанную с отложениями среднего карбона. Складка простирается в широтном направлении и имеет размеры 7x14 км.
Продуктивные горизонты залегают на глубине 3790 м. Высота залежи составляет 276 м. Коллекторы поровые и порово-трещинные с пористостью 9,51 %. Эффективная газонасыщенная толщина составляет 34—58 м. Дебиты газа достигают 71 тыс. м3/сут, конденсата — 30,7 м3/сут. Плотность конденсата составляет 0,805—0,807 кг/м3. Начальное пластовое давление — 55,7 МПа, температура — 107°С. Содержание метана — 75,6 %, этана — 3,7 %, пропана — 2,8 %, бутана — 1,8 %, азота — 4,9 %, сероводорода — 15,6 %; также присутствуют гелий (0,1 %) и углекислый газ.
Разведанные запасы газа превышают 100 млрд м3.

## Освоение
Геологоразведочные работы на Имашевском месторождении проводились с 1974 по 1984 годы. Поисковое бурение начато в 1985 году.
Начиная с 2010 года, месторождение осваивается совместно Россией и Казахстаном и имеет статус трансграничного:
- 7 сентября 2010 года подписано межправительственное соглашение о совместной деятельности по геологическому изучению и разведке месторождения.
- В апреле 2011 года по соглашению между ОАО «Газпром» и АО «НК „КазМунайГаз“» оператором Имашевского месторождения определено ТОО «КазРосГаз».
- 11 ноября 2013 года министром природных ресурсов РФ Сергеем Донским и министром нефти и газа РК Узакбаем Карабалиным в присутствии Владимира Путина и Нурсултана Назарбаева подписан протокол к соглашению между правительствами двух стран о сотрудничестве в освоении трансграничного газоконденсатного месторождения Имашевское.